# كاري كون
كاري كون (بالإنجليزية: Carrie Coon)‏ (مواليد 24 يناير 1981) وهي ممثلة أمريكية ترشحت لجائزة توني المسرحية سنة 2012. دخلت كون عالم السينما في سنة 2014 عندما شاركت في فيلم الزوجة المفقودة للمخرج ديفيد فينشر، وتلعب حاليًا دور نورا دورست في مسلسل HBO الدرامي الباقون.

## وصلات خارجية
- كاري كون على موقع IMDb (الإنجليزية)
- كاري كون على موقع ميتاكريتيك (الإنجليزية)
- كاري كون على موقع روتن توميتوز (الإنجليزية)
- كاري كون على موقع ألو سيني (الفرنسية)
- كاري كون على موقع أول موفي (الإنجليزية)
- كاري كون على موقع قاعدة بيانات برودواي على الإنترنت (الإنجليزية)
- كاري كون على موقع قاعدة بيانات الأفلام السويدية (السويدية)
- كاري كون على موقع قاعدة بيانات الفيلم (الإنجليزية)
- كاري كون على موقع كينوبويسك (الروسية)